# Aurelino dos Santos
Aurelino dos Santos é um artista plástico baiano, nascido em Salvador no ano de 1942, em data incerta. Em 2013, vivia em sua cidade natal, no bairro de Ondina, em um barraco de tijolos sem reboco, com telhado de amianto, em companhia da sobrinha Sara dos Santos. Alcoólatra e tabagista, esquizofrênico, seu distúrbio o leva a caminhar pelas ruas falando sozinho e recolhendo materiais que servem de molde para os traçados iniciais de suas obras. Analfabeto e autodidata, foi cobrador de ônibus na juventude, tendo iniciado sua carreira como artista plástico por influência do escultor baiano Agnaldo Santos (1926-1962), incentivado pela arquiteta paulista Lina Bo Bardi. Sua arte pode ser descrita como uma forma de superar a melancolia e buscar o equilíbrio emocional.
Trabalha primordialmente com pintura, tendo experimentado, ainda, outros suportes, como tapeçaria. Suas obras, que trocava por maços de cigarro, são comercializadas por galerias de São Paulo e Salvador, como a Galeria Estação e a Prova do Artista, já tendo sido apresentadas em exposições internacionais em São Paulo, Paris, Madri e Valência; o Museu Afro Brasil, em comemoração ao Dia da Consciência Negra, em 2011, patrocinou a exposição Aurelino - a Transfiguração do Real. Algumas de suas obras ainda participaram da exposição Teimosia da Imaginação: 10 artistas brasileiros, no Instituto Tomie Ohtake, em São Paulo, e da inauguração do Museu Janete Costa de Arte Popular. O trabalho de Aurelino dos Santos foi apresentado na Young Art de Art Madrid '09.
Pintor primitivista com obras de cores fortes e intensa geometrização, sua característica mais marcante, sua arte representa uma arquitetura idealizada de planos, formas e cores. Suas imagens, abstratas para o público, para ele têm significado figurativista. Seu estilo à maneira de Guignard, é classificado como naïf, tendo como marca uma intensa perspectiva verticalizada. A colecionadora paulista Vilma Eid, da Galeria Estação, compara os trabalhos de Aurelino com modernistas brasileiros como Tarsila do Amaral e Volpi, insistindo que "é um artista com A maiúsculo e deve ser levado a sério".
Sobre Aurelino foi realizado o documentário Aurelino - Sombra Viva, do Diretor Rodrigo Campos, exibido na TV Cultura em abril de 2012. 